# Catalpa macrocarpa
Catalpa macrocarpa là một loài thực vật có hoa trong họ Chùm ớt. Loài này được (A.Rich.) Ekman ex Urb. mô tả khoa học đầu tiên năm 1924.